# Hagaberg, Jönköping
Hagaberg var ett litet jordbruk i Ljungarums socken, senare Jönköpings stad. Mellan 1898 och 1929 användes den av Nordiska Landtbruksskolan. 
Per Rösiö övertog 1898 Hagaberg, som hade 2,5 hektar jord och födde fyra kor, en häst och två får. Dit överflyttade han den av honom drivna Nordiska Landtbruksskolan, som han grundat 1893 på den hyrda gården Ramsjöholm i Svarttorps socken nordost om Huskvarna. Skolan bedrevs till 1929. 
På Hagaberg drevs en omfattande undervisning med kurser upp till ett år. Den ledde inte till examen, men ämnena tenterades av ett i taget. Utbildningen var inriktad på mindre jordbruk. Per Rösiö skötte undervisningen själv. Den baserades på föreläsningar, självstudier och utförande av praktiska sysslor. Ämnena undervisades i två huvudkategorier: dels huvudämnen som växtlära, djurskötsel och mejerihantering, dels hjälpämnen som fysik, kemi, geologi, geometri och botanik.
År 1931 köptes Hagaberg av handlanden i Hovslätt Adolf Fredrik Hallberg (född 1883). Gården köptes senare 1972 av Byggnads AB L E Lundberg, varefter den 1908 byggda mangårdsbyggnaden revs och marken delades upp i tomter. Skolbyggnaden från 1908 behölls och byggdes om till bostad. På markerna finns idag Hagabergs villa- och radhusområde. Den södra änden av Jönköpings golfklubbs golfbana ligger omedelbart norr därom.
På platsen, vid Per Rösiös väg, restes 1939 ett minnesmärke i form av en byst ovanpå en sockel, med inskriften: P.J. Rösiö jordbruksreformator 1861-1935 – jordbrukareungdom hugfäste minnet 1939.